# 다닐로 메디나
다닐로 메디나(스페인어: Danilo Medina)는 도미니카 공화국의 정치인이다. 2000년 대선에서 이폴리토 메히아에게 패하였으나, 2012년 대선에서 메히아를 누르고 당선되었다. 그는 8월 16일부터 정식으로 업무를 수행하기 시작했다.